# 比利時國防軍
比利時國防軍（荷蘭語：Defensie）是比利時的軍隊，在2002年重組為一統架構，由陸上部隊（COMOPSLAND）、海上部隊（COMOPSNAV）、航空部隊（COMOPSAIR）、軍醫部隊（COMOPSMED）4個主要軍種共同組成。冷戰時期實行徵兵政策，目前已經停止。總兵力約4萬7千名現役部隊和約10萬名預備役人員。

## 簡介
國家元首的菲利普國王是名義上的全軍統帥，整體軍隊作戰的領導則是由國防事務委員會指揮，並為國王的國防咨詢機構。國防事務委員會，由首相擔任主席、國防大臣、外交大臣、內政大臣為委員。
比利時內閣另設國防問題委員會，直屬首相。該委員會由軍官、外交官和公職專家所組成，專責協調内閣各部間的國防事宜，執行國防事務委員會議準備工作。戰時轉換成國防事務秘書處，協助内閣對國防事務作決策。國防部轄下作戰訓練參謀部，負責執行比利時軍事行動，由作戰訓練助理參謀長（Assistant Chief of Staff Operations and Training，簡稱ACOS Ops & Trg）和國防總長（Chief of Defence，簡稱CHOD）領導。
歷經二次大戰的嚴酷洗禮後，比利時的國防單位會和外交政策做出集體安全的策略，1948年三月比利時簽署布魯塞爾條約，並且加入北約組織，然而軍事方面的整合直到韓戰之後也沒有開始，國防開支隨著軍事規模的擴大而增加，因為比利時懼於地面攻擊而使的侵略再次來臨。

### 預算
比利時的國防軍事預算€ 3.4億，佔GDP的1.3%（FY05）；可分為三個主要軍事開支部分如下：
- 63 ％用於薪資
- 25 ％用於設備維修
- 12 ％用於新的投資

## 歷史
自由比利時是比利時和其殖民地所組成的軍隊，在比利時官方政府投降納粹時加入盟軍，從1940到1944。在1940年時，比利時的流亡政府還有他從歐陸撤退的士兵在英國成立了自由比利時，先後參加了歐陸戰場還有地中海、中東、及非洲戰場。比屬剛果有大量的士兵派赴東非和義大利作戰。在1944年九月比利時光復後，自由比利時成為比利時重組新軍的骨幹。

## 軍階
比利時的陸軍、海軍、空軍以及軍醫部隊通用一致的軍階，而海軍軍階的設計有別於比利時陸軍的階級章。

## 陸上部隊
兵力約24,361員，另有約10,000名行政雇員。比利時陸軍的主力部隊是由兩個作戰旅和一個快速反應部隊（空降突擊團）組成的核心作戰單位。主要武裝配備水虎魚裝甲車和M113裝甲運兵車等。

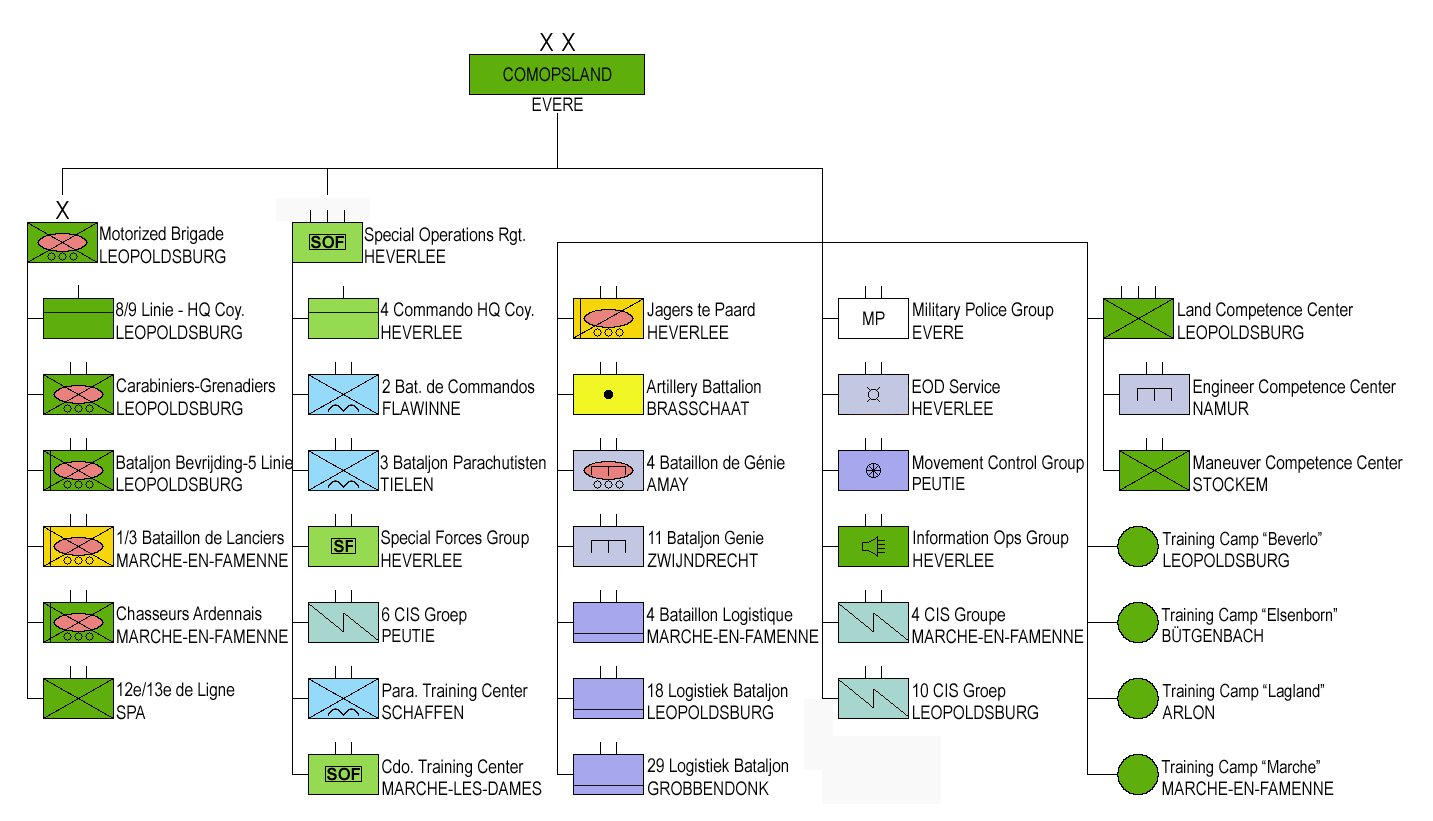
比利時陸軍的編制圖

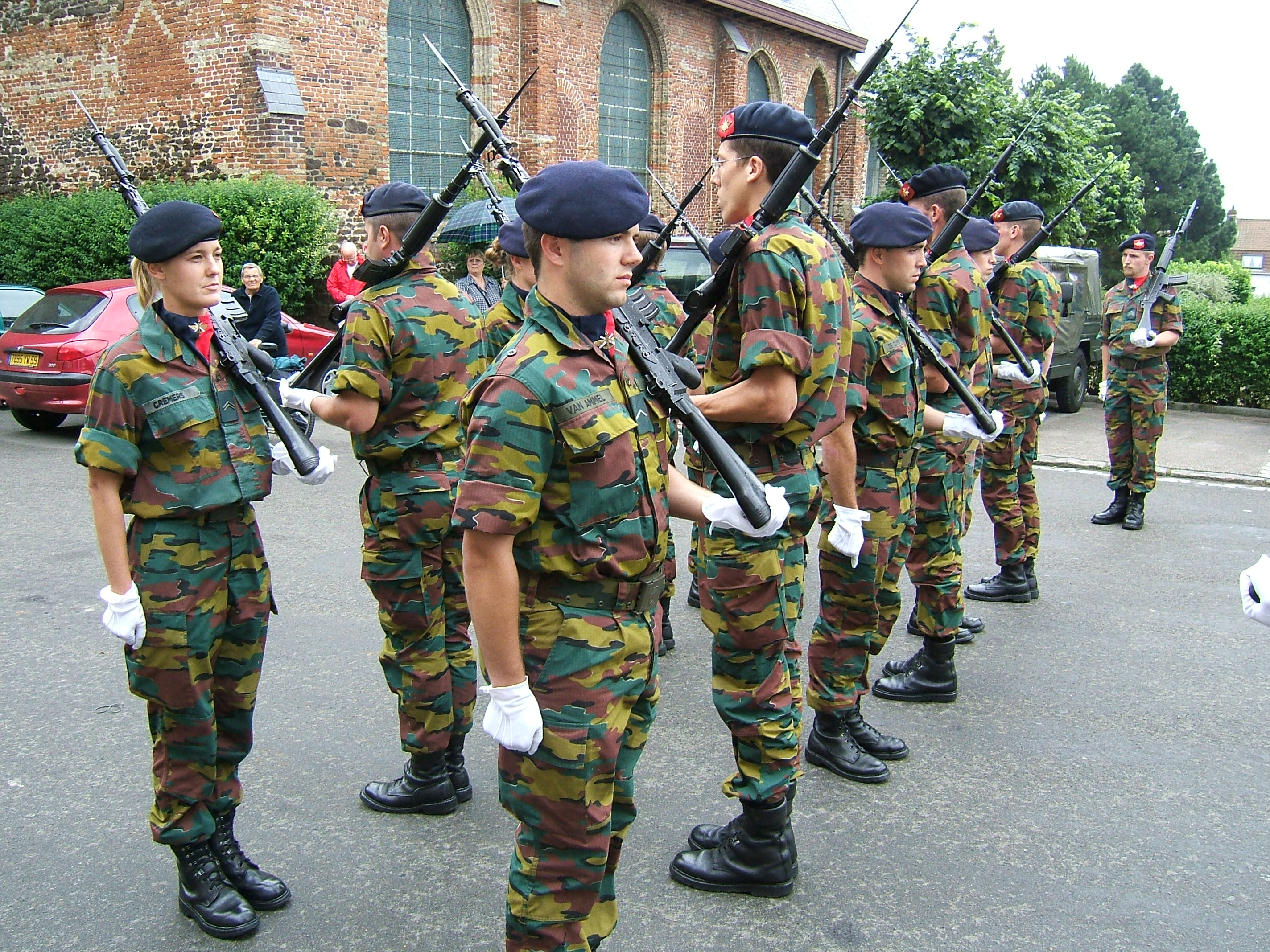
第14防空砲兵旅
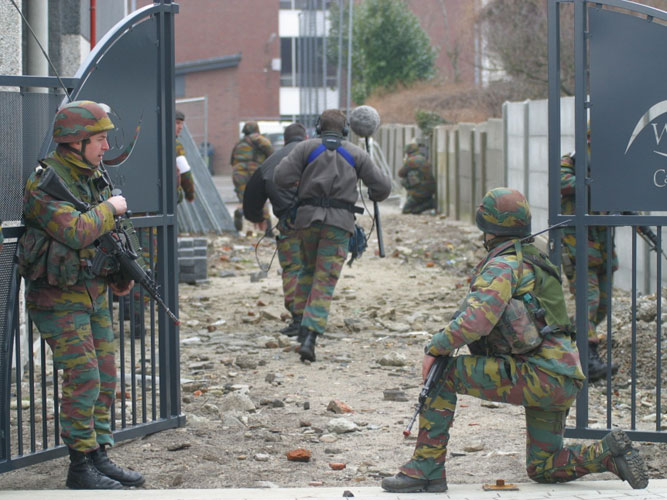
比利時步兵
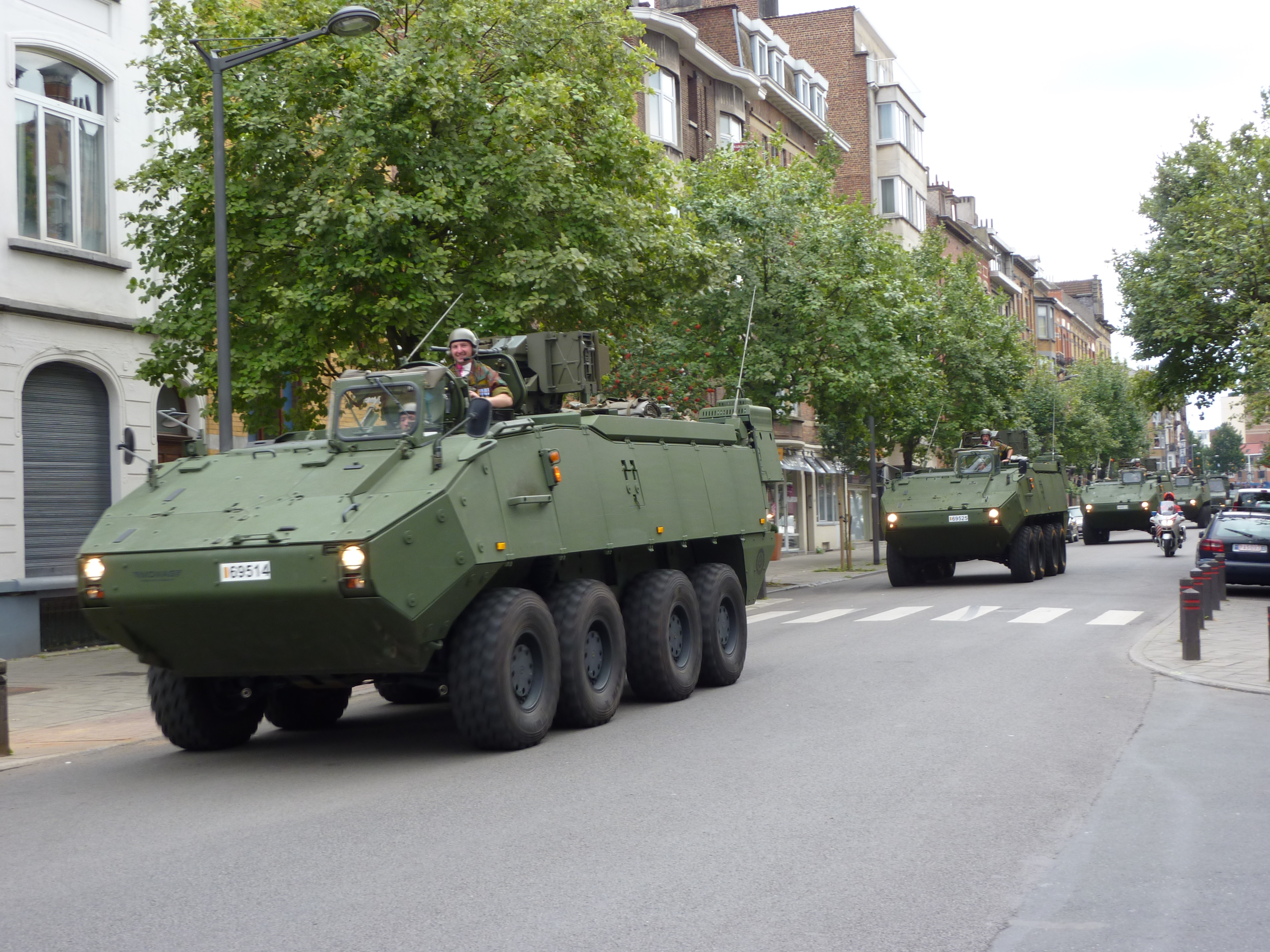
食人魚甲車
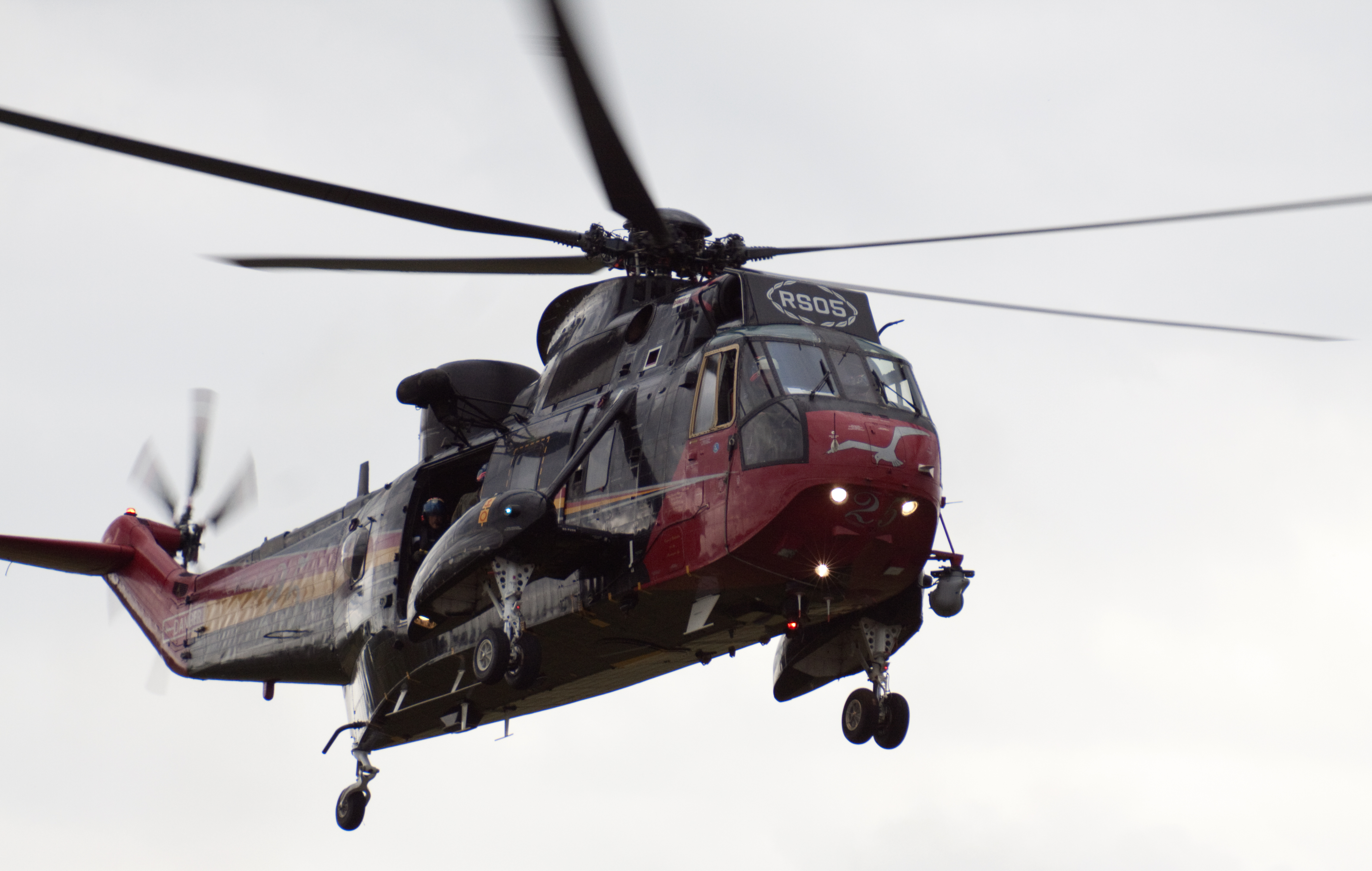
海王直升機
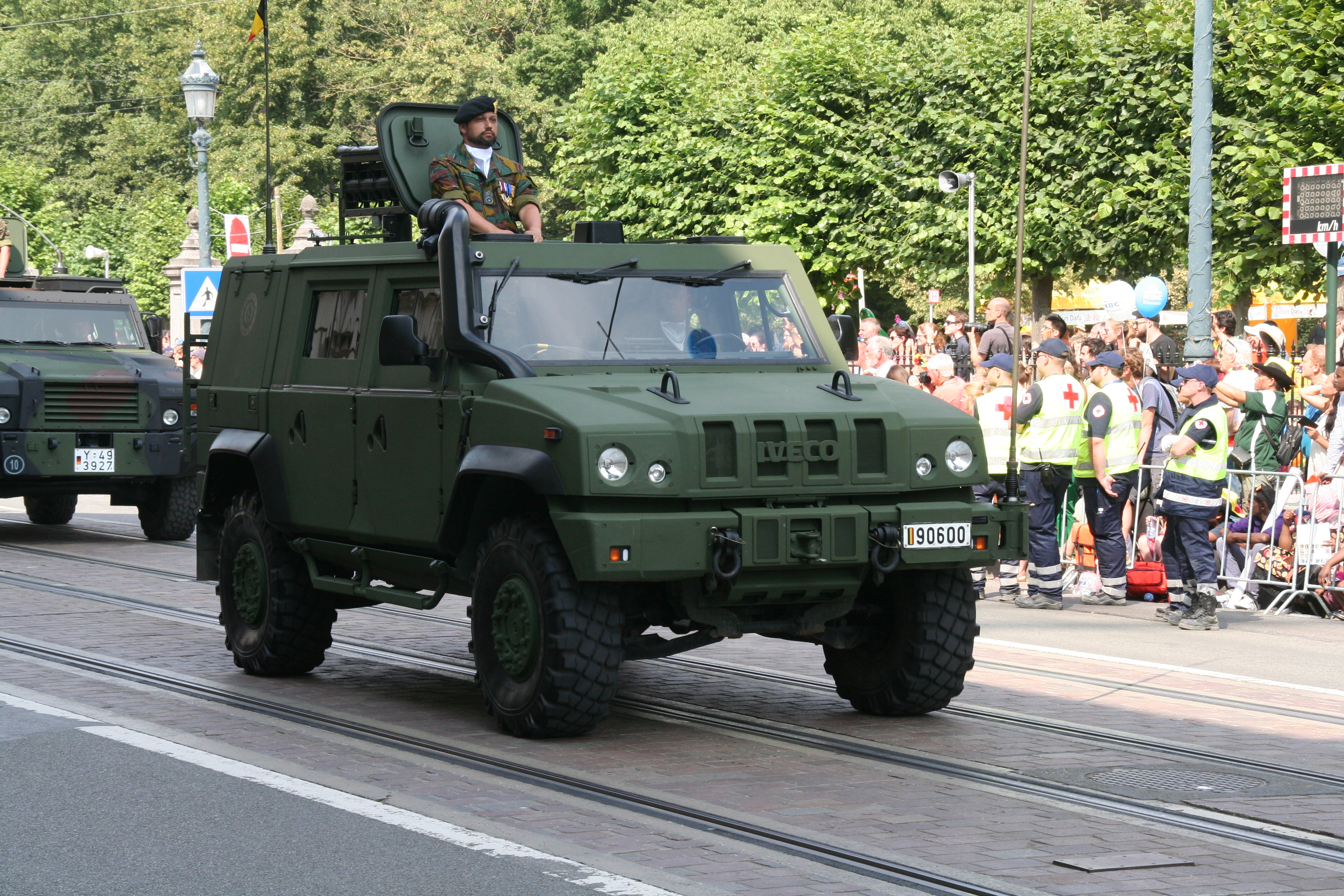
依维柯LMV

## 海上部隊

比利時海軍軍旗

兵力約2,400名。主要戰力由2艘巡防艦、6艘掃/獵雷艇、6艘後勤支援艦艇組成。

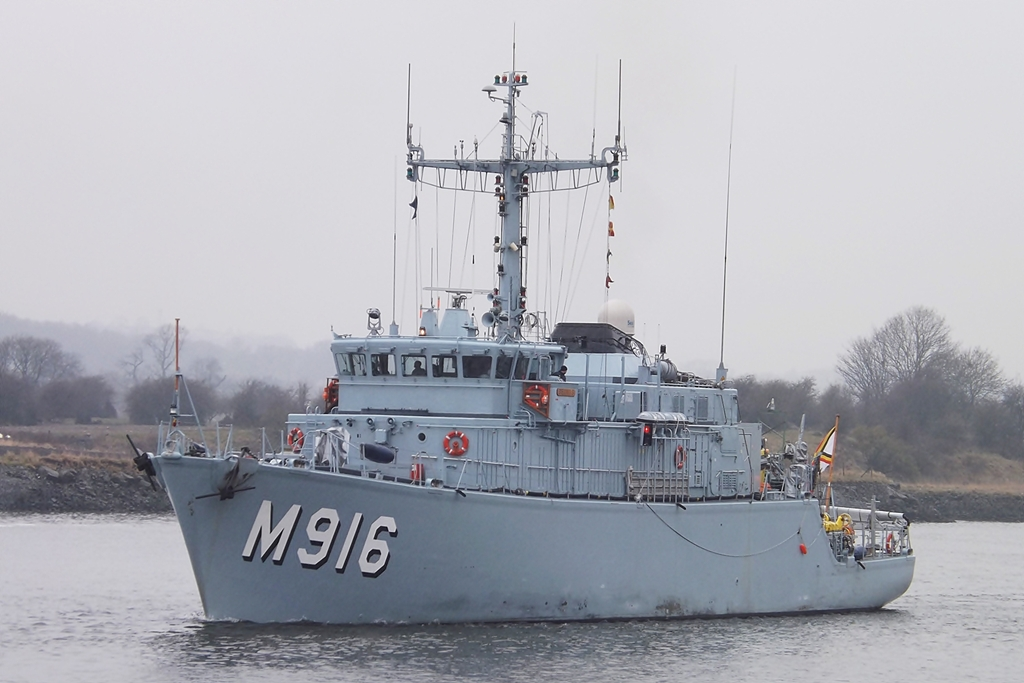
Tripartite級巡邏艇
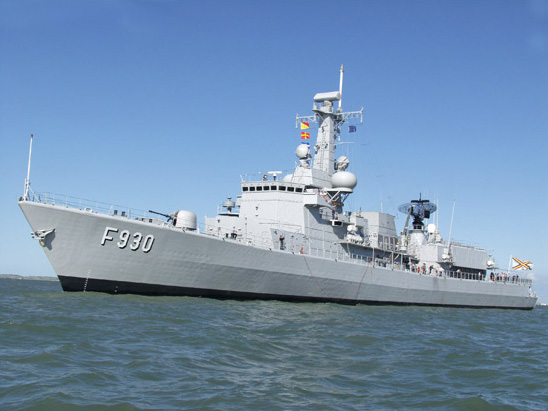
Karel Doorman級巡防艦
  - F930
  - F931
- 三方級獵雷艦
  - M915
  - M916
  - M917
  - M921
  - M923
  - M924
- 補給艦
  - A960、指揮和後勤支援艦
  - A950
  - A962、研究船
  - A963
  - A996
  - A997
- 巡邏艇
  - P902
- 支援補給艦艇
  - A958、帆船
  - A995、硬式充氣艇
  - A998、硬式充氣艇
  - A983、皇家遊艇
  - A999、氣墊船

- Tripartite級巡邏艇
- Doorman級巡防艦

## 航空部隊

比利時空軍軍旗

兵力約8,600名。在1949年1月、正式由陸上部隊分離出的獨立軍種。目前比利時空軍主力為兩個配備F-16的第2戰術聯隊和第10戰術聯隊。

C-130
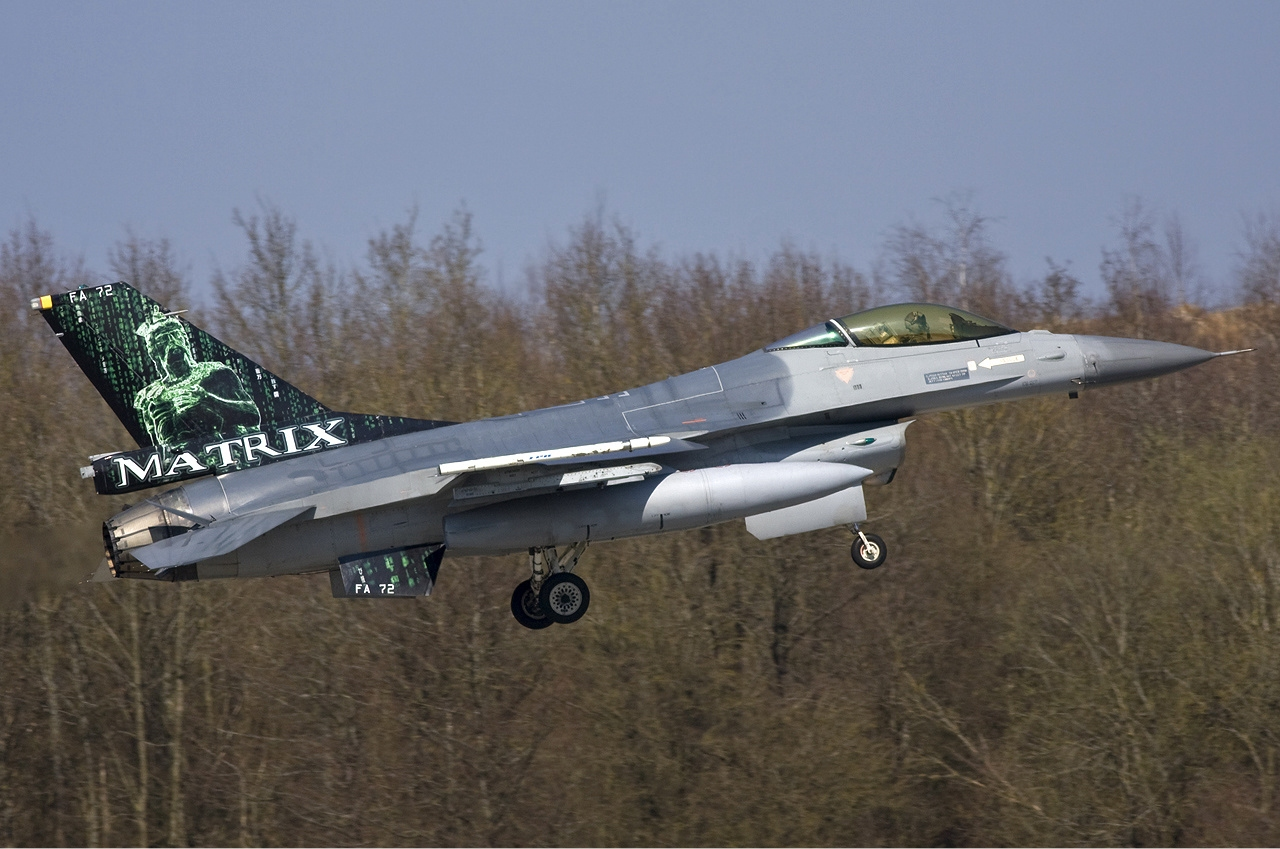
F-16AM

- 戰鬥機
  - F-16戰隼戰鬥機
  - F-35閃電II戰鬥機
- 運輸機
  - C-130運輸機
- 教練機和攻擊機
  - 達梭/Alpha Jet教練攻擊機

- C-130
- F-16AM

## 軍醫部隊
人員約2,000名。主要參與人道救援活動和醫療服務。

## 外部連結
- 比利時國防軍官方網站 （页面存档备份，存于）